# Euchalcia renardi
Euchalcia renardi là một loài bướm đêm trong họ Noctuidae.